# Бєлозеров Олександр Михайлович
Олександр Михайлович Бєлозеров (9 грудня 1973, Термез, УзРСР, СРСР (нині Узбекистан)) — український академічний веслувальник, чемпіон Європи, учасник літніх Олімпійських ігор в Атланті.

## Життєпис
У 1978 році переїхав до України. 1987 поступив на відділ академічного веслування Миколоївської школи-інтернату, де його тренерами були Раїса Безсонова та Валентин Лаврентьєв. Залучався до виступів у складі юнацьких та юніорських збірних України та СРСР. Після закінчення школи-інтернату у 1991 році поступив до Миколаївського училища фізичної культури та спорту, яке закінчив 1993 та поступив до Школи вищої спортивної майстерності Миколаєва. Тренується у Павла Пришутова.

## Спортивні здобутки
Ставав чемпіоном СРСР серед молоді, призером республікпанських, всесоюзних і міжнародних змагань. Чемпіон України 1991—2001 років. У складі вісімки збірної України 1995 року став чемпіоном Європи. Разом з ним у тій вісімці виступав ще один спортсмен з Миколаєва Віталій Раєвський. Учасник чемпіонатів світу 1995—2000 років та літніх Олімпійських ігор в Атланті 1996 року (у складі вісімки, разом з ним — миколаївець Віталій Раєвський).